# Ferqui Solera
Ferqui Solera — туристический автобус среднего класса, выпускавшийся испанским производителем Ferqui с 1997 по 2008 год на шасси Mercedes-Benz Atego.

## Описание
Ferqui Solera выпускался при сотрудничестве Ferqui с Optare. В Великобритании автобус выпускался под названием Optare Solera. Для независимых автобусных компаний Optare Solera стал популярным.

## Solera HD
Solera HD являлся рестайлинговой версией Ferqui Solera. Дизайн стал полностью соответствовать туристическим автобусам Optare.